# Southeast Arm (Roseway Lake)
Southeast Arm – zatoka (arm) jeziora Roseway Lake w kanadyjskiej prowincji Nowa Szkocja, w hrabstwie Shelburne; nazwa urzędowo zatwierdzona 13 września 1974.